# Geotrupes douei
Geotrupes douei là một loài bọ cánh cứng trong họ Geotrupidae. Loài này được Gory miêu tả khoa học năm 1841.